# امیر مجاهد
امیر مجاهد (۱۳۲۵ - ۱۴۰۴) نویسنده و کارگردان سینمای ایران بود. از مهم‌ترین آثار امیر مجاهد می‌توان به فعالیت در فیلم بوی گندم، شب غریبان و یاران اشاره کرد.
امیر مجاهد کار حرفه‌ای خود را از سینما آغاز کرد و سال ۱۳۵۳ در فیلم یاران به کارگردانی محمد دلجو به عنوان نویسنده فعالیت داشته است.
مجاهد همراه با برادر کوچک‌ترش فرزان دلجو (محمد مجاهد) تعدادی ملودرام عاشقانه با رگه‌های اجتماعی در دهه ۵۰ کارگردانی کرد که همگی به محبوبیت دست یافتند. در تمام این فیلم‌ها فرزان دلجو یکی از نقش‌های اصلی را بر عهده داشت. «یاران» (۱۳۵۳) با بازی داریوش اقبالی و آیلین ویگن، «شب غریبان» (۱۳۵۴) با بازی گوگوش و شهرام شب‌پره، «علف‌های هرز» (۱۳۵۵) با بازی آیلین ویگن، آرمان، شهرام شب‌پره و محراب شاهرخی، «ماهی‌ها در خاک می‌میرند» (۱۳۵۶) با بازی آیلین ویگن، جمشید مشایخی، شهرام شب‌پره و آرمان، و «بوی گندم» با بازی آیلین ویگن، شهرام شب‌پره، ابی و عنایت بخشی فهرست فیلم‌های برادران مجاهد محسوب می‌شوند.